# Panurgica liberiana
Panurgica liberiana är en bönsyrseart som beskrevs av Rehn 1912. Panurgica liberiana ingår i släktet Panurgica och familjen Hymenopodidae. Inga underarter finns listade i Catalogue of Life.